# Взаимодействие ФБК с бывшими владельцами Пробизнесбанка
Сотрудничество ФБК и акционеров Пробизнесбанка — взаимодействие Фонда по борьбе с коррупцией с Александром Железняком и Сергеем Леонтьевым, вызвавшее широкий общественный резонанс после фильма Максима Каца. Автор обвинил банкиров в выводе средств из банка, а ФБК — в отбеливании их репутации в западных странах. ФБК отвергли обвинения, назвав их ложными. «Пробизнесбанк» был признан банкротом в 2015 году, ЦБ и АСВ обвинили бывших владельцев в выводе средств, несколько бывших сотрудников банка были осуждены по уголовным статьям, продолжаются судебные споры с бывшими владельцами банка.

## Банкротство Пробизнесбанка
В декабре 2014 года Fitch отозвал рейтинги «Пробизнесбанка». По заявлению агентства, банк держал основную часть ценных бумаг в иностранных депозитариях, что не давало возможность рефинансирования под них в ЦБ. 7 августа 2015 года ЦБ отключил банк от системы банковских электронных срочных платежей и запретил пользоваться корсчетом в Банке. 10 августа ЦБ на короткое время подключил банк к системе обратно, а затем 11 августа отозвал у него лицензию. 19 августа ЦБ подал иск в Арбитражный суд Москвы о признании Пробизнесбанка банкротом. 27 октября Арбитражный суд Москвы признал Пробизнесбанк банкротом.

## Судебные процессы связанные с «Пробизнесбанком»
16 октября 2015 года ЦБ заявил, что по результатам проверки были выявлены крупномасштабные операции по выводу активов «Пробизнесбанка». По заявлению регулятора, ущерб от действий руководства банка составил более чем 34 млрд руб. 23 и 26 октября того же года в ГУ МВД по Москве и Генпрокуратуру были поданы коллективные заявления от более 200 клиентов Пробизнесбанка. Целью заявления было инициировать проверку обстоятельств краха банка и правомерности действий его руководства, а также сотрудников ЦБ и АСВ с тем, чтобы возбудить по её результатам уголовное дело в отношении виновных в крахе банка и потере средств вкладчиков.
17 февраля 2016 года были задержаны топ-менеджеры «Пробизнесбанка», уголовное дело было открыто по статье 160 УК РФ (присвоение или растрата). Днем позднее Басманный суд Москвы арестовал пятерых подозреваемых до 17 апреля, которые были обвинены в растрате 2,5 млрд руб.
В ноябре 2016 года группа кредиторов отстояла право получить подробную информацию об имуществе Пробизнесбанка номинальной стоимостью 24 млрд в кассационной инстанции Московского арбитражного суда. Кроме того, суд принял еще несколько исков от кредиторов общей суммой 66 млрд рублей, они оспаривали сделки с банками группы «Лайф» и кредит на 8,3 млрд.
В феврале 2017 года СКР сообщил о завершении расследования по уголовному делу бывших руководителей и топ-менеджеров Пробизнесбанка, которым инкриминировалась растрата на 2,5 млрд рублей. По версии следствия, участники преступной группы похитили средства из банка через выдачу заведомо невозвратных кредитов фирмам-однодневкам. 26 апреля того же года Басманный суд Москвы заочно арестовал Сергея Леонтьева и Александра Железняка. 16 июня 2017 года Останкинский суд Москвы приговорил экс-главу управления Пробизнесбанка Марину Крылову к 3,5 годам в колонии общего режима за пособничество в присвоении и растрате средств.
16 октября 2017 года кредиторы Пробизнесбанка добились в Арбитражном суде Москвы исключения из реестра кредиторов банков группы «Лайф», а 12 ноября 2017 года они подали групповое заявление в Арбитражный суд Москвы в котором оспаривали выдачу 1,375 млрд руб. наличными подконтрольным ему банкам группы «Лайф» администрацией банка, назначенной АСВ.
В период с декабря 2019 по январь 2020 года ООО «Вэй-М», являющееся кредитором обанкротившегося Пробизнесбанка, подало иски в Арбитражный суд Москвы на общую сумму 34,5 млрд рублей. В иске против брокеров BrokerCreditService (Cyprus) Limited (BCS) и Sova Capital Limited (SCL), входящих в группу БКС, оспаривались сделки по изъятию активов банка, переданных в качестве залога по займам компании Merrianol Investments Limited. Предметом иска против банка Dinosaur Merchant Bank Limited была недостача на 9,5 млрд руб. в результате трехстороннего соглашения между английской Dinosaur Merchant Bank Limited, кипрской Vermenda Holdings Limited (VHL) и Пробизнесбанком.
5 марта 2020 года Арбитражный суд Москвы по иску АСВ наложил арест на имущество шести бывших руководителей Пробизнесбанка. Сумма ходатайства составила более 68,5 млрд рублей. 20 июня того же года кредиторы банка выиграли у АСВ суд о продаже другого банка группы «Лайф» по цене в три раза ниже оценочной. Затем, 30 июня кредиторы обратились с жалобой в Арбитражный суд Москвы с требованием переизбрать комитет кредиторов банка.
15 февраля 2021 года Арбитражный суд Москвы принял решение в пользу кредиторов Пробизнесбанка в иске против Dinosaur Merchant Bank на 185,34 млн долларов США о признании ряда сделок с участием Пробизнесбанка и Vermenda Holdings Limited ничтожными. Пробизнесбанк выступал в качестве поручителя по займам Vermenda, которые не были возвращены. В материалах дела характеризовалась как не ведущая хозяйственной деятельности компания.
28 июля 2021 года Генпрокуратура утвердила обвинительное заключение по уголовному делу бывшего начальника управления департамента по работе с VIP-клиентами АКБ «Пробизнесбанк» Дмитрия Захарова, он обвинялся в соучастии в хищении 4 млн евро, выданных в виде заведомо невозвратного кредита 20 сентября 2022 года он был оправдан. Позже, после отмены оправдательного приговора и нового рассмотрения,его признали виновным в хищении банковских средств и приговорили к лишению свободы на 3,5 года.
В декабре 2023 года «Ведомости» сообщили об отказе Княжества Лихтенштейн в помощи по российскому запросу в рамках уголовного дела о хищении имущества «Пробизнесбанк», сославшись на политический мотив преследования фигурантов.

## Взаимодействие ФБК с Леонтьевым и Железняком
Сотрудничество Сергея Железняка и Алексея Леонтьева с ФБК привлекло внимание общественности после выхода фильма Максима Каца, в котором он обвинил бывших владельцев «Пробизнесбанка» в воровстве средств вкладчиков, а ФБК — в «отмывании» их репутации за пределами России. По его версии, Леонтьев и Железняк, столкнувшись с обвинениями в махинациях и хищениях, использовали связь с ФБК, чтобы очистить свою репутацию и избежать преследования. Через 3 недели после выхода фильма, ФБК выпустил опровержение, назвав все обвинения Каца ложью и заявив, что расследование представляет собой манипуляцию фактами. Представители фонда акцентировали внимание на том, что деятельность Железняка и Леонтьева в организации носила исключительно волонтерский характер, и никакой связи с их банковским прошлым не имела. По их словам, все действия бывших владельцев Пробизнесбанка, связанные с фондом, были прозрачными и соответствовали заявленным целям организации. Ситуация вызвала большой общественный резонанс и разногласия в оценках. Некоторые эксперты и общественные деятели выразили поддержку позиции Каца, указывая на возможные незаконные схемы, в то время как другие, включая сам ФБК, посчитали, что обвинения являются необоснованными и направлены на дискредитацию фонда.
После публикации ответа ФБК на обвинения Каца Железняк заявил об уходе из Фонда.
Чуть позже бывшие владельцы «Пробизнесбанка» заявили о намерении подать в суд на Максима Каца.

### Публикация расследования Максима Каца
В июле 2024 года Максим Кац в своем аккаунте в социальной сети X (бывший Twitter) обвинил ФБК в связях с Александром Железняком, который был замешан в деле о банковском мошенничестве и многомиллиардном хищении активов «Пробизнесбанка».
1 октября 2024 года политик и блогер Максим Кац опубликовал расследование, в котором обвинил бывших владельцев «Пробизнесбанка» — Александра Железняка и Сергея Леонтьева — в выводе средств из банка. Кроме того, Кац утверждал, что Фонд борьбы с коррупцией (ФБК) содействовал «отмыванию» репутации этих банкиров, имея при этом материальную заинтересованность.
В своем расследовании Кац заявил, что Леонтьев и Железняк вывели из банка значительные суммы через офшорные компании, а затем, находясь за границей, пытались представить себя жертвами политического преследования. Он также отметил, что ФБК, получая от них финансовую поддержку, способствовал созданию положительного образа этих бизнесменов.
Представители ФБК обвинения отвергли. Леонид Волков заявил, что утверждения о «отбеливании репутации» акционеров «Пробизнесбанка» являются ложными.

### Обвинения в выводе средств из банка
Кац в своем расследовании заявил, что Железняк и Леонтьев вывели из «Пробизнесбанка» 470 миллионов долларов, используя сложную сеть офшорных компаний. По его словам, деньги выводились через британский банк Dinosaur и фиктивные фирмы Vermenda и Vanderworks.
ФБК в своем ответе подтвердил, что банкиры выводили средства на счета внебалансовых офшорных компаний, а Леонтьев брал займы у банка для своих инвестиций. При этом отмечают, что счета офшорных компаний, получивших средства находились в самом «Пробизнесбанке» и приводят примеры займов, которые были возвращены в «Пробизнесбанк» с процентами. 
ФБК признал, что финансовая деятельность «Пробизнесбанка» была «непрозрачной и сомнительной» и утверждают, что причиной закрытия банка стала связь с российскими властями, которая стала слишком тесной.

### Версии о причинах банкротства банка.
Согласно ЦБ и АСВ, еще в 2009 году Леонтьев создал схему для вывода средств из банка с целью личного обогащения. В банке были специальные подразделения и подставные компании, которые скрывали финансовую «дыру», периодически выплачивая деньги банку или перенося их на другие счета.
В центре ситуации с пропажей средств были договоры о залоге ценных бумаг. Позиция акционеров по этому поводу со временем менялась. В 2014 году Железняк отрицал наличие обременений, в 2015 Леонтьев с оговорками признал некоторые обременения. Позже, по версии The Insider, акционеры признались, что накачивали офшоры деньгами банка, возвращая их как кредиты для улучшения отчетности.
Версии бывших владельцев о причинах закрытия банка со временем также изменялись. В 2016 году Леонтьев утверждал, что банк был закрыт как жертва «кремлевской чистки» из-за консолидации банковского сектора после кризиса и санкций. В материалах дела тогда не упоминались связи с Навальным и политическое преследование. В 2018 Леонтьев утверждал, что банк подвергся незаконному отъему и разграблению АСВ, а причиной стала коррупция в консолидации сектора и связи Леонтьева с Навальным и посольством США. В показаниях 2019 года в США Железняк описал, что обращался за поддержкой к российским силовикам, когда ЦБ предупредил его о проблемах из-за сотрудничества с Навальным. По его словам, силовики намекнули, что поддержка Навального грозит отзыву лицензии банка, после чего банк свернул сотрудничество.

### Показания Ашуркова
В качестве подтверждения поддержки банкиров со стороны ФБК Максим Кац привел письменное заявление Владимира Ашуркова, в котором заявлялось о политическом характере дела «Пробизнесбанка».
В своем ответе ФБК отметило, что письмо Ашуркова формально не является аффидевитом (свидетельскими показаниями под присягой), и называет его «заявлением в суд», а также подчеркивает, что оно было сделано Ашурковым в личном качестве. В фонде подчеркивают, что целью этого заявления не была политическая защита банкиров Леонтьева и Железняка.
Кроме того, в ФБК назвали манипуляцией утверждения Каца о том, что показания Ашуркова могли бы стать ключевым доказательством для судов в Европе и США. Они объяснили, что суды рассматривают дела с учетом совокупности доказательств.

### Железняк — казначей Anti-Corruption Foundation
Согласно расследованию, Александр Железняк стал одним из учредителей юридического лица фонда в США — Anti-Corruption Foundation Inc. (ACF). В течение некоторого времени Железняк значился казначеем организации и упоминался как «вице-президент» или «ответственное лицо» во всех юрлицах сети ФБК в США. Главная структура фонда была зарегистрирована в особняке, принадлежащем Железняку с 2016 года.
3 октября бывший исполнительный директор ФБК Владимир Ашурков заявил, что Александр Железняк входил в совет директоров международного Фонда борьбы с коррупцией (Anti Corruption Foundation, ACF) до июля 2022 года, а затем взаимодействовал со структурами Фонда как волонтер.
В свою очередь «Медуза» обнаружила в налоговом отчете ACF USA (еще одно юридическое лицо фонда) за 2023 год фамилию Железняка, указанного в качестве казначея организации. 
ФБК отверг обвинения в участии Железняка в руководстве Фондом, подчеркивая, что он выполнял исключительно технические функции и не оказывал влияния на деятельность фонда.

### Карта Навального
Леонтьев и Железняк утверждали, что отказ от идеи «карты Навального» произошел из-за политического давления. Кац в расследовании пытался доказать, что идея просто «не прижилась» у руководства банка.
ФБК в своем ответе опубликовали переписку с вице-президентом банковской группы «Лайф» по маркетингу Владиславом Солодким из которой следовало, что он сам пришел к Навальному с инициативой выпустить карту, проект обсуждался несколько месяцев, были проработаны технические детали. Позиция руководства банковской группы и обстоятельства отказа от выпуска карты в ответе не прояснялись.

### Упоминания Леонтьева в качестве банкира Навального
Максим Кац в своем расследовании привел в качестве примера несколько статей, вышедших в СМИ Люксембурга, Австрии и Швейцарии. В этих материалах утверждалось, что Сергей Леонтьев был практически личным банкиром Алексея Навального. В своем ответе ФБК признал, что для них стало неприятным сюрпризом то, как бывший владелец «Пробизнесбанка» использует свою связь с ФБК для обеления своей репутации в Европе.

## Реакции на расследование Каца и ответ ФБК
Максим Кац обвинил ФБК в «отмывании» репутации бывших владельцев Пробизнесбанка, а самих банкиров — в воровстве. В ответе ФБК классифицировал операции с деньгами банка как «внебалансную торговлю», а не хищение. Расследовали отрицали обвинения в «крышевании» банкиров, заявляя, что Александр Железняк выполнял лишь техническую работу. В ответе были признаны отдельные ошибки, параллельно обвиняя Максима Каца в манипуляции и утверждая, что многие выводы его расследования основаны на подтасованных или неполных данных. После ответа ФБК Кац заявил, что в нем поддерживается позиция банкиров о том, что вывод средств был легальным. По его мнению, ФБК недостаточно критично относится к своим союзникам и спонсорам.
Журналист Дмитрий Колезев отметил, что ответ ФБК подкреплен документально, но не закрыл все вопросы о роли офшоров. Он обратил внимание, что ФБК признал действия банкиров неэтичными, однако воздержался от их осуждения.
Бывший глава ЮКОСа и общественный деятель Михаил Ходорковский заявил, что деньги из Пробизнесбанка были украдены, а руководство ФБК знало о прошлом Железняка и Леонтьева. Видит в этом конфликте признаки использования общественного доверия ФБК для зарабатывания денег.
Экономист Сергей Алексашенко заявил, что ФБК в своем ответе подтвердила факт кражи средств из Пробизнесбанк, однако представила в нем не всю информацию, а отраженная в ответе позиция, очень похожая на версию самих банкиров.
Экономист Максим Миронов посчитал, что для выяснения истинной картины потребуется проведение банковского аудита и полный доступ к документации. В этом контексте он раскритиковал требования ответов по деятельности банка от ФБК, как заведомо невыполнимые в рамках имеющихся у них ресурсов и материалов.
Политик и юрист Любовь Соболь заявила, что считает вопросы к ФБК по ситуации с банком законными, но что ответственность за возможные злоупотребления должна лежать на банке, а не ФБК. По ее мнению, сотрудничества с Железняком можно было избежать и Леонид Волков мог бы решить эту проблему, поскольку, не был в тот момент под домашним арестом (как сама Соболь) или в тюрьме (как Навальный).
Журналист и основатель The Insider Роман Доброхотов заявил, что ФБК в своем ответе не опровергла основных обвинений о «отмывании» и исчезнувших миллионах.
Журналист Петр Кирьян назвал конфликт «спором гадюки с ежом» и заявил что видит конфликт как методологический. По его оценке, ФБК применяет двойные стандарты, критикуя методы, которые ранее использовали сами.
Один из фигурантов расследования и бывший совладелец «Пробизнесбанка» Александр Железняк отверг обвинения в хищении и заявил, что стал мишенью атаки на ФБК. Он заявил, что уходит из фонда, чтобы не наносить ущерба его репутации.
Бывший главный редактор радио «Эхо Москвы» Алексей Венедиктов указал на раскол внутри антипутинской оппозиции, вызванный конфликтом вокруг ФБК и обвинениями Максима Каца. Он назвал ошибкой, отвлекающей от более важных задач, развернувшуюся борьбу оппозиционных лидеров между собой. Венедиктов раскритиковал ФБК за неспособность находить общий язык и строить коалиции с другими оппозиционными силами и заявил, что принимамые ими решения ослабляют антипутинскую позицию в целом.
Журналист Михаил Фишман критически отзывался о реакции ФБК на обвинения, заявив, что их ответ подрывает доверие ко всем предыдущим расследованиям фонда. По его оценке, ФБК не соответствует стандартам, которые они сами декларировали, и это создает кризис доверия к организации.
Предприниматель и многолетний жертвователь ФБК Борис Зимин резко раскритиковал ФБК за утрату «огромного кредита доверия» и политического капитала. Он выразил разочарование действиями фонда и заявил, что именно из-за этого он прекратил его финансирование. По его мнению, обсуждаемые события нанесли серьезный ущерб репутации команды Навального и всей российской оппозиции.
Бизнесмен Олег Тиньков заявил, что расследование Максима Каца о хищении денег владельцами Пробизнесбанка является абсолютно правдивым. Он называл всех причастных банкиров жуликами и ворами, которые выводили средства вкладчиков в офшоры. По его словам лишь около 10 % из 700 банков закрытых ЦБ разорились по объективным коммерческим причинам, а все остальные замешаны в хищениях. Тиньков отверг оправдание «все так делали», настаивая, что подобное поведение не нормально. Он подчеркнул, что такие банки, как его собственный, «Альфа-банк» и «Совкомбанк», подобными схемами не занимались и заявил, что аргументы ФБК в защиту банкиров неубедительны и ничего не меняют в сути дела. Тиньков резко отвергает идею о «внебалансной торговле» как обосновании вывода средств.